# سیارک ۴۹۶۵
سیارک ۴۹۶۵ (به انگلیسی: 4965 Takeda، نامگذاری:1981EP28) چهار هزار و نهصد و شصت و پنجمین سیارک کشف شده‌است که در ۶ مارس ۱۹۸۱ کشف شد.
قدر مطلق سیارک برابر ۱۴٫۰۰ است.